# Josef Litera (politik)
Josef Litera (19. dubna 1913 – ???) byl český a československý politik a poválečný poslanec Prozatímního Národního shromáždění za Československou stranu národně socialistickou.

## Biografie
Po osvobození byl v letech 1945–1946 poslancem Prozatímního Národního shromáždění za národní socialisty. Na mandát rezignoval v únoru 1946. Jako náhradník místo něj nastoupil Václav Tichý.